# Série de championnat de la Ligue américaine de baseball 2011

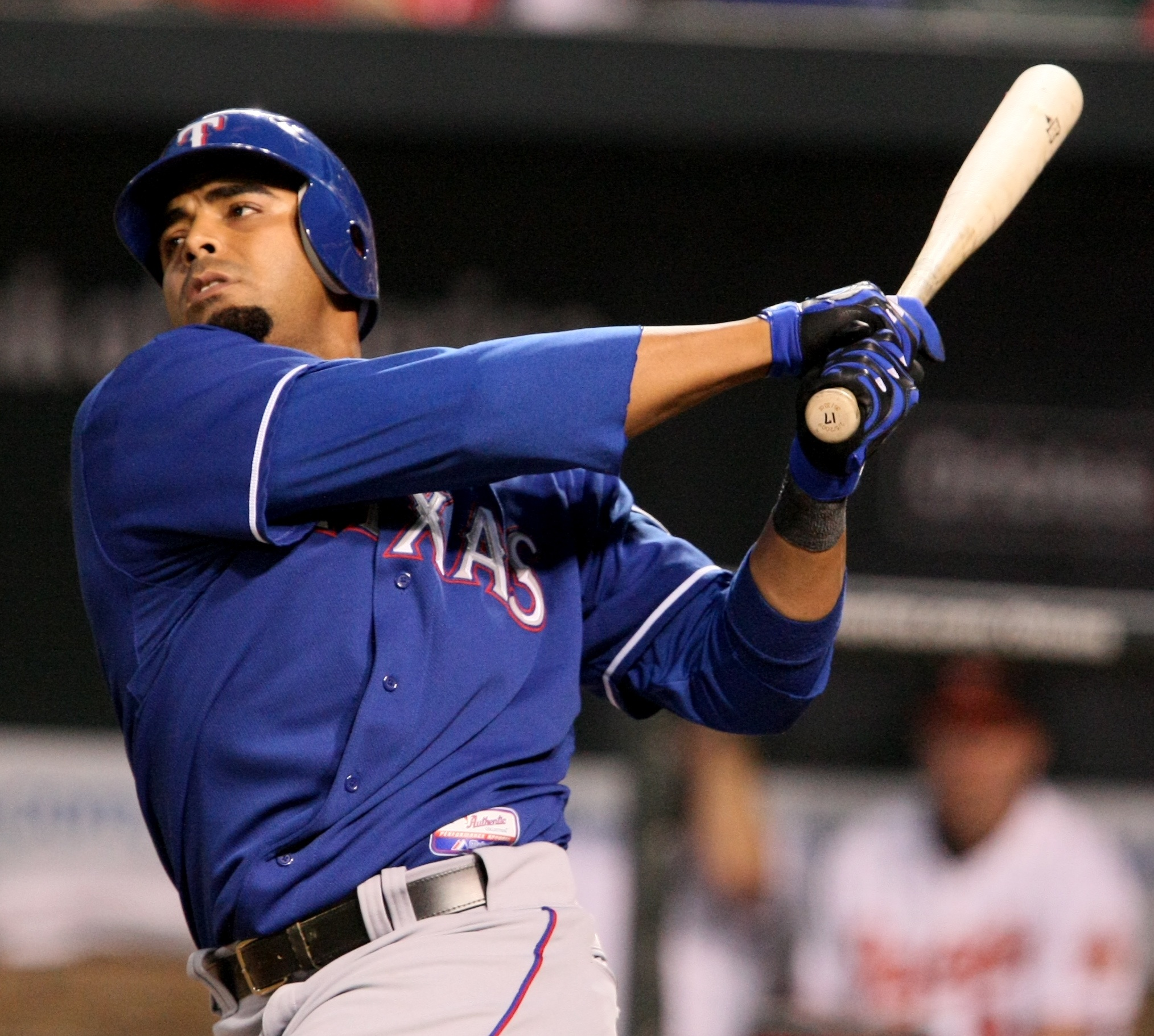
Avec un record de six circuits dans une seule série éliminatoire, Nelson Cruz est nommé joueur par excellence de la Série de championnat.

La Série de championnat de la Ligue américaine de baseball 2011 est la série finale de la Ligue américaine de baseball, dont l'issue détermine le représentant de cette ligue à la Série mondiale 2011, la grande finale des Ligues majeures de baseball. Cette série au meilleur de sept parties débute le samedi 8 octobre 2011 et se termine le samedi 15 octobre par une victoire des Rangers du Texas, quatre parties à deux sur les Tigers de Détroit.
La MLB a pris la décision de terminer la saison régulière 2011 plus tôt que lors des années précédentes afin de s'assurer que ses séries éliminatoires ne se prolongent pas jusqu'au mois de novembre. Par conséquent, la Série de championnat 2011 débute plus tôt qu'en 2009 et 2010.

## Équipes en présence
Champions en titre de la Ligue américaine après leur première participation à la Série mondiale en 2010, les Rangers du Texas reviennent en séries éliminatoires avec comme objectif de faire oublier leur défaite en finale face aux Giants de San Francisco. Le club texan remporte en 2011 son deuxième titre consécutif et le cinquième de son histoire dans la division Ouest de la Ligue américaine. Avec une fiche de 95-66, les Rangers terminent 10 matchs devant les Angels. Ils prévalent en quatre parties sur les Rays de Tampa Bay en Série de divisions 2011. En 2010, ils avaient également éliminés les Rays au premier tour.
Dans la division Centrale de la Ligue américaine, les Tigers de Détroit distancent les Indians de Cleveland, qu'ils laissent 15 parties derrière, et sont les premiers du baseball majeur à remporter le championnat de leur section en 2011, s'assurant dès le 16 septembre de leur premier titre depuis 1987. Lors de leur participation précédente aux éliminatoires, les Tigers, alors qualifiés comme meilleurs deuxièmes, avaient atteint la Série mondiale 2006 pour s'incliner devant Saint-Louis. Ils n'ont pas remporté le titre depuis l'automne 1984. En Séries de divisions 2011, les Tigers gagnent leur duel avec les Yankees de New York trois parties à deux, triomphant au Yankee Stadium dans le dernier match pour éliminer le meilleur club de la Ligue américaine.
Les Rangers et les Tigers se sont affrontés neuf fois durant la saison régulière 2011 et Détroit a gagné six de ces matchs. Les deux équipes sont opposées pour la première fois en matchs d'après-saison.

## Déroulement de la série

### Calendrier des rencontres
La première équipe à remporter quatre victoires est sacrée championne de la Ligue américaine et la représente en Série mondiale 2011.
| Match | Date       | Visiteur          | Hôte              | Score              |
| ----- | ---------- | ----------------- | ----------------- | ------------------ |
| 1     | 8 octobre  | Tigers de Détroit | Rangers du Texas  | 2 - 3              |
| 2     | 10 octobre | Tigers de Détroit | Rangers du Texas  | 3 - 7              |
| 3     | 11 octobre | Rangers du Texas  | Tigers de Détroit | 2 - 5              |
| 4     | 12 octobre | Rangers du Texas  | Tigers de Détroit | 7 - 3 (11 manches) |
| 5     | 13 octobre | Rangers du Texas  | Tigers de Détroit | 5 - 7              |
| 6     | 15 octobre | Tigers de Détroit | Rangers du Texas  | 5 - 15             |

### Match 1
Samedi 8 octobre 2011 au Rangers Ballpark, Arlington, Texas.
| Tigers de Detroit | 0 | 0 | 0 | 0 | 2 | 0 | 0 | 0 | 0 | 2 | 7 | 1 |
| Rangers du Texas | 0 | 2 | 0 | 1 | 0 | 0 | 0 | 0 | X | 3 | 6 | 0 |
| Lanceurs partants : DET : Justin Verlander TEX : C. J. Wilson Vic. : Alexi Ogando (1-0) Déf. : Justin Verlander (0-1) Sauv. : Neftali Feliz (1) HRs: TEX : Nelson Cruz (1) |   |   |   |   |   |   |   |   |   |   |   |   |

Texas prend une rapide avance de 2-0 sur Détroit grâce au triple de David Murphy et au simple d'Ian Kinsler en deuxième manche. Le lanceur partant des Tigers, Justin Verlander, accorde ensuite un coup de circuit d'un point à Nelson Cruz en quatrième reprise. Cruz, qui connaît jusque-là de vilaines séries éliminatoires, établit un nouveau record d'équipe des Rangers avec son septième circuit en carrière en match d'après-saison, abattant l'ancienne marque de franchise de Juan González. Détroit compte deux fois en cinquième manche, mais la partie est interrompue par la pluie. Ceci freine la remontée des Tigers, car lors du retour au jeu après 69 minutes d'interruption (le deuxième arrêt du match à cause des averses) le releveur Michael Gonzalez parvient à retirer Alex Avila avec les buts remplis pour éteindre la menace. Les releveurs des Rangers qui succèdent au partant C. J. Wilson passent quatre manches et un tiers au monticule sans allouer de point. Neftali Feliz termine le tout en beauté avec trois retraits sur des prises en neuvième pour son quatrième sauvetages des présentes séries éliminatoires.

### Match 2
Lundi 10 octobre 2011 au Rangers Ballpark, Arlington, Texas.
| Tigers de Detroit | 0 | 0 | 3 | 0 | 0 | 0 | 0 | 0 | 0 | 0 | 0 | 3 | 8  | 0 |
| Rangers du Texas | 2 | 0 | 0 | 0 | 0 | 0 | 1 | 0 | 0 | 0 | 4 | 7 | 11 | 1 |
| Lanceurs partants : DET : Max Scherzer TEX : Derek Holland Vic. : Mike Adams (1-0) Déf. : Ryan Perry (0-1) HRs : DET : Ryan Raburn (1) TEX : Nelson Cruz (2, 3) |   |   |   |   |   |   |   |   |   |   |   |   |    |   |

Avec son deuxième circuit de la série, Nelson Cruz crée l'égalité 3-3 en septième manche contre le lanceur Max Scherzer. Cette égalité persiste jusqu'en fin de 11e manche. Les Rangers remplissent les buts contre le releveur Ryan Perry sans qu'il n'y ait aucun retrait. Cruz devient le premier joueur dans l'histoire des séries éliminatoires du baseball majeur à frapper un grand chelem mettant fin à une partie (walk-off grand slam (en)) et Texas l'emporte 7 à 3.

### Match 3
Mardi 11 octobre 2011 au Comerica Park, Détroit, Michigan.
| Rangers du Texas | 1 | 0 | 0 | 0 | 0 | 0 | 0 | 1 | 0 | 2 | 8  | 0 |
| Tigers de Detroit | 0 | 0 | 0 | 1 | 1 | 2 | 1 | 0 | X | 5 | 11 | 0 |
| Lanceurs partants : TEX : Colby Lewis DET : Doug Fister Vic. : Doug Fister (1-0) Déf. : Colby Lewis (0-1) Sauv. : José Valverde (1) HRs: DET : Víctor Martínez (1), Jhonny Peralta (1), Miguel Cabrera (1) |   |   |   |   |   |   |   |   |   |   |    |   |

Austin Jackson, qui n'avait frappé que 3 coups sûrs en 25 tout en étant retiré sur des prises 14 fois en sept matchs éliminatoires, secoue sa torpeur avec 3 coups sûrs en 5 présences au bâton dans ce match. Miguel Cabrera produit deux points à l'aide d'un double et d'un coup de circuit. Víctor Martínez, qui est blessé aux muscles intercostaux, frappe aussi la longue balle mais contourne difficilement les buts, faisant craindre le pire pour une équipe déjà privée de Delmon Young, blessé à un oblique, et Magglio Ordóñez, qu'une cheville droite fracturée tient à l'écart du jeu pour le reste des éliminatoires. Au monticule, Doug Fister neutralise l'offensive des Rangers pendant sept manches et un tiers.

### Match 4
Mercredi 12 octobre 2011 au Comerica Park, Détroit, Michigan.
| Rangers du Texas | 0 | 0 | 0 | 0 | 0 | 3 | 0 | 0 | 0 | 0 | 4 | 7 | 11 | 0 |
| Tigers de Detroit | 0 | 0 | 2 | 0 | 0 | 1 | 0 | 0 | 0 | 0 | 0 | 3 | 5  | 1 |
| Lanceurs partants : TEX : Matt Harrison DET : Rick Porcello Vic. : Scott Feldman (1-0) Déf. : José Valverde (0-1) HRs : TEX : Nelson Cruz (4) DET : Brandon Inge (1) |   |   |   |   |   |   |   |   |   |   |   |   |    |   |

La partie débute avec deux heures et 13 minutes de retard en raison de la pluie. Un double de Miguel Cabrera en troisième manche lance Détroit en avant 2-0. Texas remonte la pente et prend les devants 3-2 en sixième sur un double productif d'Ian Kinsler et des simples d'Elvis Andrus et Michael Young. Le circuit de Brandon Inge, des Tigers, à la septième reprise nivelle le score à 3-3 mais par la suite Détroit est de nouveau tenu en respect par l'impeccable relève texane, qui n'accorde aucun point sur un seul coup sûr dans les quatre manches suivantes. Alors que le match est en prolongation, les Tigers ont leur chance en dixième manche mais, après avoir été atteint par un lancer, Austin Jackon est retiré en tentative de vol au deuxième coussin par le receveur Mike Napoli. En début de 11e, Texas s'assure de la victoire en comptant quatre fois : José Valverde accorde un double à Josh Hamilton et après un but-sur-balles intentionnel à Adrián Beltré, le simple de Napoli fait marquer Hamilton. Toujours face au lanceur Valverde, Nelson Cruz enchaîne immédiatement avec un circuit de deux points, pour sa quatrième longue balle de la série. Déjà auteur d'un dramatique grand chelem dans le match #2, Cruz devient le premier joueur de l'histoire à frapper deux coups de circuit en manches supplémentaires dans une même série éliminatoire. Texas gagne 7 à 3 pour s'approcher à une victoire de la Série mondiale.

### Match 5
Jeudi 13 octobre 2011 au Comerica Park, Détroit, Michigan.
| Rangers du Texas | 1 | 0 | 0 | 0 | 1 | 0 | 0 | 2 | 1 | 5 | 10 | 1 |
| Tigers de Detroit | 0 | 0 | 1 | 1 | 0 | 4 | 1 | 0 | X | 7 | 10 | 1 |
| Lanceurs partants : TEX : C. J. Wilson DET : Justin Verlander Vic. : Justin Verlander (1-1) Déf. : C. J. Wilson (0-1) Sauv. : Phil Coke (1) HRs : TEX : Nelson Cruz (5) DET : Alex Avila (1), Delmon Young (1, 2), Ryan Raburn (2) |   |   |   |   |   |   |   |   |   |   |    |   |

### Match 6
Samedi 15 octobre 2011 au Rangers Ballpark, Arlington, Texas.
| Tigers de Detroit | 1 | 1 | 0 | 0 | 2 | 0 | 0 | 1 | 0 | 5  | 10 | 2 |
| Rangers du Texas | 0 | 0 | 9 | 0 | 1 | 2 | 3 | 0 | X | 15 | 17 | 0 |
| Lanceurs partants : DET : Max Scherzer TEX : Derek Holland Vic. : Alexi Ogando (2-0) Déf. : Max Scherzer (0-1) HRs : DET : Miguel Cabrera (2, 3), Jhonny Peralta (2), Austin Jackson (1) TEX : Michael Young (1), Nelson Cruz (6) |   |   |   |   |   |   |   |   |   |    |    |   |

## Joueur par excellence
Le voltigeur de droite Nelson Cruz des Rangers du Texas est nommé joueur par excellence de la Série de championnat. Avec six circuits dans une seule série éliminatoire, Cruz bat un record qui était partagé par Reggie Jackson (1977), Ken Griffey, Jr. (1995), Juan González (1996) et Chase Utley (2009). Ses 13 points produits sont aussi un record pour une série éliminatoire. Auteur d'un dramatique grand chelem dans le match #2, Cruz devient dans le quatrième affrontement le premier joueur de l'histoire à frapper deux coups de circuit en manches supplémentaires dans une même série éliminatoire.